# Hugo Nolthenius

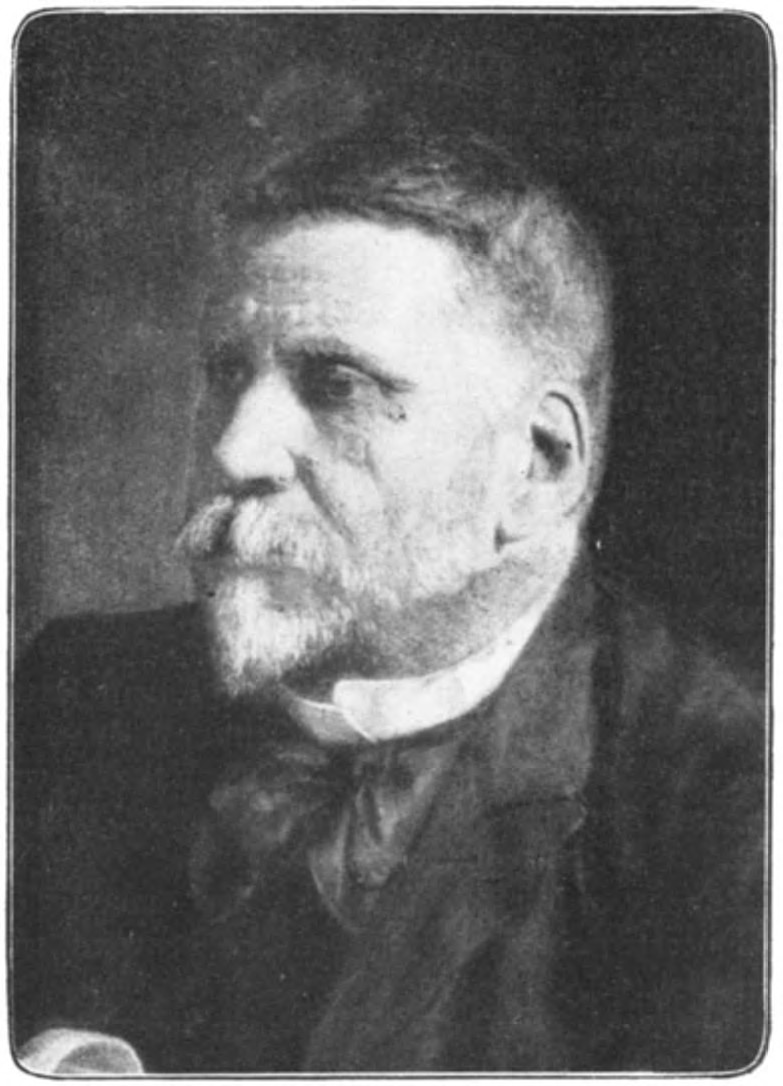
Hugo Nolthenius

Hugo Nolthenius (* 20. Dezember 1848 in Amsterdam; † 8. Juni 1929 in Haarlem) war ein niederländischer Komponist, Musikkritiker und Musikschriftsteller. Er galt als einer der Hauptförderer von Richard Wagners Werk in den Niederlanden.

## Leben und Werk
Hugo Nolthenius wirkte in seinem Brotberuf als Lehrer für alte Sprachen am Gymnasium von Utrecht. Er war Musikschüler von Henri Viotta und Anton Averkamp. Er war als Vereinsdirigent in Amsterdam, Bussum und Utrecht tätig. Er gab ab 1894 das Weekblad voor Muziek heraus und wirkte bis 1910 als Musikkritiker beim Utrechtsch Dagblad.
Hugo Nolthenius schrieb Bayreuth (Utrecht 1891), Willem Mengelberg (Amsterdam 1920). Er übersetzte Hans von Wolzogens Richard Wagner und die Tierwelt (Amsterdam 1890). Er komponierte zahlreiche Lieder, die Bühnenmusik für Joost van den Vondels Lucifer (1904) und Sophokles’ Philoktet (1910).